# Книга джунглей (фильм, 1942)
«Книга джунглей» (англ. Rudyard Kipling's Jungle Book) — британско-американский приключенческий фильм 1941 или 1942 года по мотивам одноимённого произведения Редьярда Киплинга, снятый британскими кинематографистами венгерского происхождения братьями Корда (режиссёром Золтаном, продюсером Александром и художником-постановщиком Винсентом Корда). В главной роли Маугли — Сабу Дастагир.

## Сюжет
Направляющаяся куда-то с телохранителем англичанка-«мемсахиб», проезжая туземную деревню, обращает внимание на старика, рассказывающего за подаяние истории. Положив в его чашу несколько монет, женщина выслушивает «историю обо всей Индии».
История начинается с рассказа о джунглях, населяющих их животных, Законе Джунглей и о том, какую опасность они представляют для людей. Повествование переходит к прошлым дням, когда жители одной из деревень, мечтая победить джунгли и превратить своё селение в город, работают день и ночь. Нату, маленький ребёнок одного из мастеров, забредает в джунгли. Попытавшийся догнать его отец погибает от лап тигра, часть односельчан также идут на поиски, но безуспешно.
Проходит двенадцать лет. Под опекой волчьей стаи и других зверей ребёнок вырастает в сильного юношу Маугли, единственным серьёзным врагом которого в джунглях остаётся тигр Шерхан. В своём любимом развлечении подразнить тигра и убежать Маугли, сам того не зная, натыкается ночью на родную деревню. Обжегшись об оставленный костёр, он будит жителей деревни, которые ловят его. Торговец Балдео считает, что у «оборотня из джунглей» дурной глаз, но давно потерявшая сына Мессуа берёт мальчика в свой дом и постепенно учит его языку и обычаям людей.
Маугли, давно поклявшийся убить Шерхана, хочет приобрести человеческий «железный зуб» (охотничий нож) и приходит для этого в лавку Балдео, где знакомится с дочерью торговца Махалой. Страшащийся «твари из леса» Балдео угрожает Маугли ружьём, но потом продаёт ему нож, надеясь, что юноша вернётся к себе в джунгли. Надежда оказывается напрасной, так как Маугли и Махала сразу становятся друзьями. Маугли показывает девушке свою способность общаться со зверями, а позже и берётся познакомить её с джунглями. Вместе они обнаруживают в чаще заброшенный город и дворец исчезнувшего княжества, а также его сокровищницу. На них нападает старая кобра-страж, но Маугли с лёгкостью её побеждает. Друзья, впрочем, не берут себе никаких сокровищ, за исключением одной золотой монеты на память для Махалы. Кобра предупреждает их вслед, что сокровища принесут смерть.
Балдео замечает у дочери монету и узнаёт о её происхождении; об этом также случайно узнают цирюльник и жрец. Тем временем к деревне возвращается тигр Шерхан, о чём Маугли предупреждают друзья-слоны. Жители деревни прячутся в храме, но Маугли выходит навстречу зверю. Боясь, что тайна сокровищ умрёт вместе с Маугли, за ним идёт и Балдео. Заманив по совету питона Каа тигра в реку, Маугли убивает своего старого врага. Пока он снимает шкуру, Балдео находит его и пытается заставить выдать местонахождение сокровищницы. Торговца сбивает с ног пантера Багира, и в итоге тот окончательно уверяется, что Маугли оборотень, и по возвращении домой рассказывает об этом всем жителям. Вернувшегося со шкурой тигра юношу в деревне встречают враждебно и хотят сжечь, но Балдео исподтишка позволяет Мессуе его спасти, чтобы прийти к сокровищам вслед за Маугли.
Оставив позади связанную женщину, Балдео, цирюльник и жрец крадутся за Маугли, который, уже устав от преследования и помня предсказание кобры о смерти тех, кто похитит сокровища, приводит их туда. Пристрелив кобру, троица набирает себе много золота и спорит из-за большого рубина. В конце концов, рубин достаётся цирюльнику. Наблюдая за ними, Маугли убеждается в правоте старой кобры — ночью жрец убивает цирюльника, чтобы завладеть рубином, а утром пытается убить и Балдео, но падает в реку, где его хватает крокодил. Рубин достаётся Балдео, и тот, перебираясь через реку, бросает его тому же крокодилу, чтобы спастись. Торговец возвращается из джунглей без ничего, поэтому клянётся вернуться и сжечь их. Маугли просит слонов отвадить людей от леса.
Тем временем Балдео рассказывает соседям, что Маугли убил цирюльника и жреца, и поджигает джунгли. Однако ликование деревенских жителей оказывается недолгим: ветер, сменивший направление, начинает гнать пожар на саму деревню. Вернувшийся Маугли спасает связанную Мессуу и говорит Махале направлять жителей на остров посреди реки, а сам помогает спастись лесным животным. После спасения Мессуа и Махала просят его вернуться к людям, но Маугли окончательно решает, что его место в джунглях.
Закончив повествование, старик-рассказчик признаётся, что он и есть Балдео, пытавшийся победить джунгли, но побеждённый ими. Англичанка хочет узнать о дальнейшей судьбе Маугли, Махалы и остальных, но старик говорит, что это уже другая история…

## В ролях
- Фейт Брук[англ.] — англичанка
- Ноубл Джонсон[англ.] — сикх-телохранитель
- Джозеф Каллея — Балдео
- Розмари Декамп — Мессуа
- Сабу — Маугли
- Патрисия О'Рурк[англ.] — Махала
- Джон Куолен — цирюльник
- Франк Пулья[англ.] — жрец
- Ральф Бёрд[англ.] — Дургаивед

## Съёмочная группа
- Продюсер: Александр Корда

Сопродюсер: Чарльз Дэвид
- Режиссёр: Золтан Корда

Помощники режиссёра: Андре Де Тот, Лоуэлл Фаррелл
- Сценарист: Лоренс Стеллингс[англ.], по мотивам книг Редьярда Киплинга
- Художник-постановщик: Винсент Корда
- Композитор: Миклош Рожа
- Операторы: Ли Гармс, У. Ховард Грин
- Гримёр: Гордон Бау
- Монтажёр: Уильям Хорнбек

## Производство фильма
Этот фильм стал четвёртым и последним, снятым братьями Корда с юным индийско-американским актёром Сабу (предыдущими были «Маленький погонщик слонов», «Барабан» и «Багдадский вор»). В ходе съёмок неоднократно проявлялись разногласия Александра и Золтана Корда в том, нужно снимать картину в реалистическом ключе, наподобие «Погонщика», или более фантазийным, аналогично «Багдадскому вору». То ли вследствие этого, то ли из-за географии последующих проектов, эта лента стала также последним сотрудничеством братьев; Золтан Корда в последующие годы остался в США, сотрудничая с Хамфри Богартом и Грегори Пеком, а его старший брат вернулся в Англию, где был произведён королём Георгом VI в рыцарство за вклад в британский кинематограф военного времени, став первым режиссёром, удостоенным этой чести, а впоследствии снял ещё ряд известных фильмов.
Фильм был задуман и права на экранизацию произведения Киплинга куплены в 1938 году, а в 1939 запланировано начало съёмок.
Съёмки проводились организованной Александром Кордой в Голливуде киностудией Alexander Korda Films, Inc. Бюджет фильма составил около 250 тысяч фунтов стерлингов, включая 300 тысяч долларов США, предоставленные компанией United Artists, также занимавшейся дистрибуцией картины. Авторы фильма обошлись без работы в Индии, декорации джунглей и индийской деревни для «натурных» съёмок были созданы под руководством Винсента Корды в Калифорнии, в местности Лейк-Шервуд. Для создания джунглей были использованы реальные тропические растения, включая бамбук, лианы, таро и слоновую траву, импортированные из-за границы. С окрестных ферм и зоопарков для нужд фильма также было собрано более 300 животных, включая волков, пантеру и тигра. По данным СМИ того времени, для безопасности продюсером было нанято порядка 150 человек персонала для работы с животными, включая четырёх ведущих дрессировщиков, хищники снимались преимущественно с дистанции, через малозаметное ограждение и короткими дублями и был принят ряд других мер; питон Каа изображался большой резиновой моделью, управлявшейся с баржи на озере, что чуть не привело к гибели не умевшего плавать режиссёра Золтана Корды на глазах его брата.
Композитор Миклош Рожа, изучив традиционные индийские мелодии, создал музыкальные темы для каждого человеческого и животного персонажа, что было положительно отмечено критикой и удостоено места в шорт-листе премии Американской киноакадемии за лучшую музыку к фильму. «Книга джунглей» стала первой кинокартиной, для которой был выпущен оригинальный, а не перезаписанный компанией звукозаписи саундтрек, успех продаж которого дал начало подобным релизам для других фильмов.
При производстве фильма использовалась технология Technicolor.
Первичный прокат фильма происходил в странах американского континента и Австралии, премьера картины в странах Европы прошла ближе к окончанию Второй Мировой войны (в Швеции, Испании, Португалии) либо после её окончания (в Германии, Франции и т. д.). Исключением стал Советский Союз, которому Корда уже в 1943 году подарил фильмы «Леди Гамильтон», «Багдадский вор» и «Книга джунглей» в знак признательности советскому народу за борьбу с нацизмом. В качестве ответного жеста, председатель Комитета по делам кинематографии И. Г. Большаков обратился к зам. председателя СНК СССР по образованию, науке, культуре и правоохранительным органам А. Я. Вышинскому с предложением широко отметить 50-летие кинематографиста «в знак уважения к великому художнику, подарившему нам три своих фильма». Незадолго до распада СССР, в 1990 году фильм был вновь пущен в советский кинопрокат под названием «Джунгли».

## Премьеры
- — 3 апреля 1942 года фильм вышел на экраны США[11].
- — 16 апреля 1943 года фильм вышел на экраны Португалии[11].
- — 21 апреля 1943 года фильм вышел на экраны Уругвая[11].
- — 11 мая 1944 года фильм вышел на экраны СССР[11].
- — 30 сентября 1944 года фильм вышел на экраны Палестины[11].
- — 10 ноября 1954 года фильм вышел в повторный прокат в СССР под названием «Джунгли»[комм. 1][11].
- — в 1990 году фильм вновь вышел в повторный прокат в СССР под названием «Джунгли»[9].

## Реакция на фильм аудитории, критиков, историков кино
Фильм оказался достаточно успешен в прокате. При малодоступности в настоящее время точных данных о сборах первичного американского проката фильма, биограф Александра Корды Паль Табори свидетельствовал, что фильм «made a handsome profit». В ходе первичного прокате киноленты в послевоенной Франции, за 1946 год на неё было продано приблизительно 5,08 миллионов билетов (для сравнения, на предыдущий фильм той же команды «Багдадский вор», собравший в первичном прокате с США и Канаде более миллиона долларов, за тот же 1946 год французскими зрителями было куплено около 5,13 миллиона билетов).
Среди киноведов и киножурналистов фильм встретил смешанную оценку. Основной мишенью отрицательных отзывов стал сценарий Лоренса Стеллингса, слишком далеко отошедший от первоисточника Киплинга, и чрезмерный упор на общении Маугли и животных при почти отсутствующем развитии человеческих характеров.
В то же время, большинство критиков положительно отметили убедительно созданные «джунгли», работу с животными и роскошное использование технологии Technicolor.

## Номинации и награды
Фильм был номинирован на несколько «Оскаров», попав в шорт-лист четырёх номинаций 15-й церемонии вручения кинопремии (1943)
- Номинация на «Оскар» за лучшую операторскую работу в цветном кино (Уильям Ховард Грин)
- Номинация на «Оскар» за лучшие спецэффекты (Лоуренс Батлер за визуальные и Уильям Уилмарт за звуковые эффекты)
- Номинация на «Оскар» за лучшую работу художника-постановщика в цветном кино (постановщик Винсент Корда и декоратор Джулия Херон)
- Номинация на «Оскар» за лучшую музыку к драматическому или комедийному фильму (Миклош Рожа)

## Комментарии
1. ↑  В повторный прокат фильм вышел с 10 ноября 1954 года, р/у Госкино СССР № 993/54, (без срока, с правом показа по телевидению) — опубликовано: «Аннотированный каталог фильмов действующего фонда: Художественные фильмы», М.: «Искусство»-1963, С. 84.